# Desafío Internacional de las Estrellas

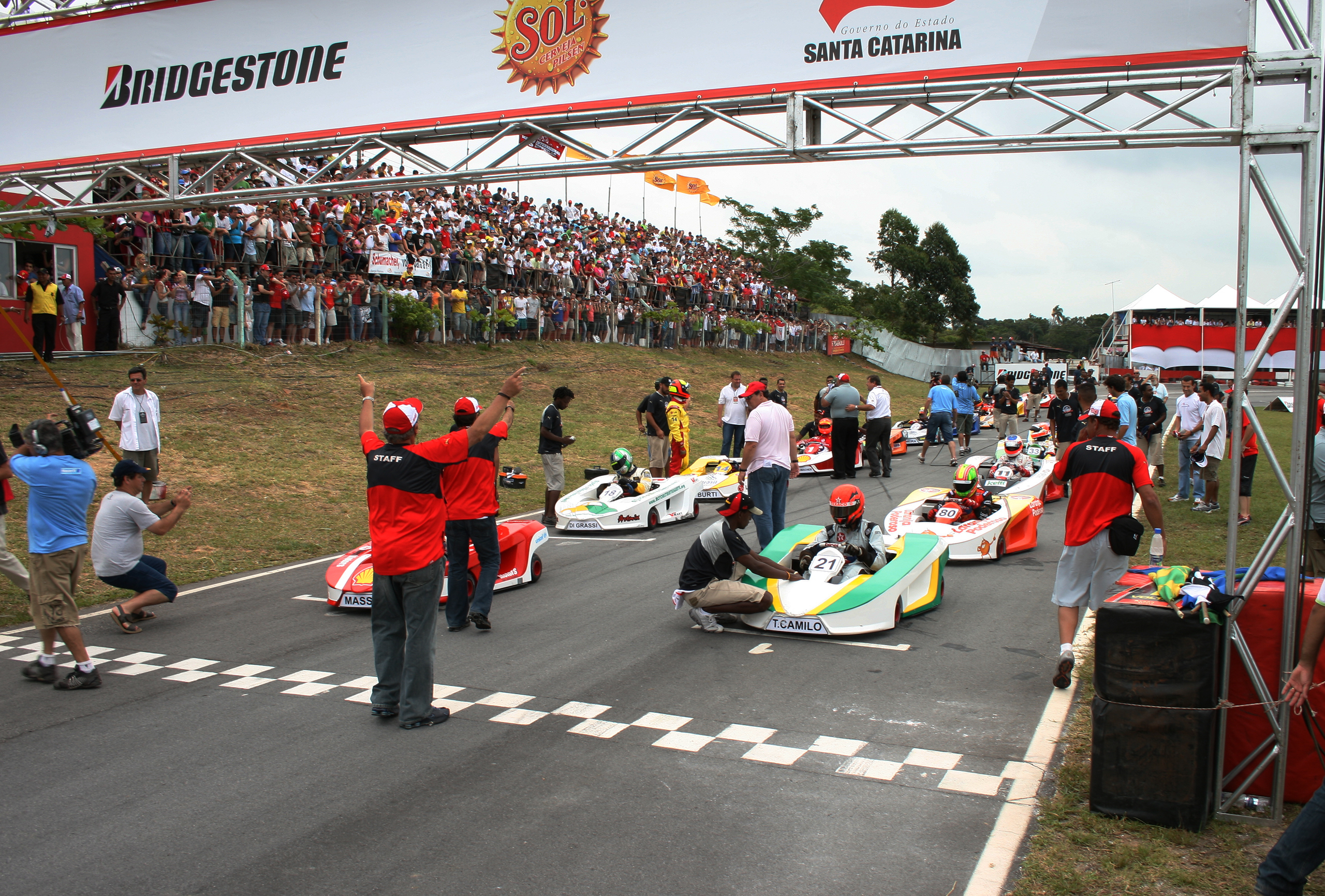
El Desafío Internacional de las Estrellas fue una carrera de karting que se disputó en Brasil entre los años 2005 y 2014.

El Desafío Internacional de las Estrellas fue una carrera de karting que se disputó en Brasil entre los años 2005 y 2014. Organizada por el piloto de Fórmula 1 Felipe Massa, la prueba atraía a gran parte de los principales pilotos profesionales del país, así como extranjeros del nivel del Michael Schumacher, Fernando Alonso, Jeff Gordon y Jean Alesi.
La primera edición se disputó en diciembre el Kartódromo Toca da Coruja en Baurú, estado de San Pablo. Luego se disputó entre 2006 y 2008 en el Kartódromo de los Ingleses en Florianópolis (estado de Santa Catalina), y la Arena Sapiens Park de dicha ciudad entre 2009 y 2011, manteniendo la fecha en noviembre o diciembre. Las dos últimas ediciones se disputaron en enero de 2013  y 2014 en el kartódromo del parque de diversiones Beto Carrero World de Penha.
El formato de disputa consistía en dos carreras de 20 a 30 minutos de duración.

## Ganadores
| Año  | Piloto             |
| ---- | ------------------ |
| 2005 | Daniel Serra       |
| 2006 | Felipe Massa       |
| 2007 | Michael Schumacher |
| 2008 | Rubens Barrichello |
| 2009 | Michael Schumacher |
| 2010 | Lucas di Grassi    |
| 2011 | Jaime Alguersuari  |
| 2013 | Jules Bianchi      |
| 2014 | Vitantonio Liuzzi  |

## Pilotos destacados
| Piloto                 | Mejor resultado |
| ---------------------- | --------------- |
| Michael Schumacher     | 1º (2007, 2009) |
| Felipe Massa           | 1º (2006)       |
| Lucas di Grassi        | 1º (2010)       |
| Rubens Barrichello     | 1º (2008)       |
| Daniel Serra           | 1º (2005)       |
| Jaime Alguersuari      | 1º (2011)       |
| Jules Bianchi          | 1º (2013)       |
| Vitantonio Liuzzi      | 1º (2014)       |
| Allam Khodair          | 2º (2005)       |
| Nelson Piquet Jr.      | 2º (2006)       |
| Luciano Burti          | 2º (2007)       |
| Felipe Nasr            | 2º (2013)       |
| Sébastien Buemi        | 2º (2014)       |
| Vítor Meira            | 3º (2009)       |
| Emil Shayeb            | 4º (2005)       |
| Júlio Campos           | 4º (2014)       |
| Átila Abreu            | 5º (2005)       |
| Antônio Pizzonia       | 4º (2006)       |
| Felipe Giaffone        | 4º (2008)       |
| Ana Beatriz Figueiredo | 4ª (2010)       |
| Enrique Bernoldi       | 5º (2006)       |
| Xandinho Negrão        | 5º (2008)       |
| Tony Kanaan            | 5º (2010)       |
| Ricardo Maurício       | 6º (2005)       |
| Marcos Gomes           | 6º (2007)       |
| Thiago Camilo          | 6º (2008)       |
| Beto Monteiro          | 6º (2013)       |